# پووهاتان (ویرجینیای غربی)
پووهاتان (به انگلیسی: Powhatan) یک منطقهٔ مسکونی در ایالات متحده آمریکا است که در شهرستان مک‌داول، ویرجینیای غربی واقع شده‌است.